# Ala al-Din Husayn
|  | Aquest article tracta sobre el sultà gúrida. Si cerqueu el fundador de la dinastia husainita de Bengala , vegeu «Ala al-Din Husayn Xah». |

Ala al-Din Husayn ibn Izz al-Din Husayn, de malnom Djahansuz (mort 1161), fou un sultà gúrida (1149-1161) que va portar a la família shansabànida de Ghur a ser el major poder regional.
Al començament del segle xii els shansabànides havien aconseguit l'hegemonia com a caps de les regions muntanyoses del país de Ghur al centre del modern Afganistan. El 1118 el sultà seljúcida Sandjar va posar al tron a Gazni a Bahram Shah ben Masud (1118-1157). La sobirania que exercia Gazni sobre Ghur des del començament del segle xi, es va debilitar per aquest regnat d'un sobirà que no era autònom. No obstant els senyors locals de Ghur encara eren poc més que caps tribals amb baralles eternes entre ells, i Bahram va poder seguir el principi de dividir per regnat. Un germà seu, Kutb al-Din Muhàmmad fou enverinat per orde de Bahram; quan un altre germà, Sayf al-Din Suri va dirigir una expedició a Gazni, fou capturat i crucificat; un altre germà, Baha al-Din Sam I (1149) va morir abans de poder prendre cap mesura per venjar als seus germans, i el va succeir com amir i malik Ala al-Din Husayn.
La seva primera mesura fou acabar la construcció de la fortalesa de Firuzkuh, la seva capital (el lloc no ha estat identificat amb seguretat) i preparar la venjança. Va agafar el comandament de l'exèrcit que havia organitzat el seu germà Baha al-Din Sam i es va dirigir a Zamindawar (regió de la moderna Kandahar) i va lliurar batalla als gaznèvides prop del poble de Teginabad; els gúrides van formar una muralla protectora d'escuts per la seva infanteria i amb aquesta tàctica van poder derrotar les forces gaznèvides que disposaven d'elefants i cavalleria. Bahram Shah va fugir cap a Gazni i després d'altres derrotes parcials es va retirar cap al nord de l'Índia. Ala al-Din Husayn va entrar a Gazni i la va saquejar el que li va valer el seu malnom de Djansuz (Incendiari del món). Va destruir totes les tombes del sultans gaznèvides i els seus cossos foren exhumats i cremats excepte els de Mahmud ben Sebuktegin, Masud I ben Mahmud i Ibrahim ben Masud; les biblioteques gaznèvides plenes de llibres recollits arreu, van ser cremades; els edificis públics destruïts; i els que van estar implicats d'alguna manera en la mort dels seus germans van patir una mort horrible. després d'aquestos fets Gazni va quedar reduïda a una petita vila provincial. Després Ala al-Din Husayn va anar cap sud i va fer el mateix a Bust, on va cremar els palaus dels gaznèvides (1150/1151)
Ali al-Din es va trobar de sobte que havia passat d'un cap tribal de la muntanya a un sobirà. A imitació dels poders principals va agafar el títol de Sultan al-Muazzam, deixant el de malik o amir i va començar a utilitzar el para-sol (čatr) com un dels símbols de reialesa. El 1152 va deixar de pagar tribut a Sandjar, i va avançar des de Firuzkuh cap al Hari Rud, en direcció a Herat, però fou derrotat decisivament a Nab per l'exèrcit seljúcida i fou fet presoner (1152). Va restar presoner durant uns dos anys i fou en aquest temps que Bahram Shah va recuperar Gazni i va tornar a dominar la regió de Ghur (1152 i 1153) i encara que va poder conservar Gazni fins a la seva mort el 1157 el seu fill Khusraw Shah la va haver d'abandonar definitivament.
Ala al-Din va pagar un fort rescat pel seu alliberament en la seva absència Ghur va caure en l'anarquia. Un cap rival, Nasir al-Din Husayn ibn Muhàmmad al-Madini es va apoderar de Firuzkuh però fou assassinat just al moment que Ala al-Din tornava per reclamar el seu domini ancestral. Va entrar a Firuzkuh sense oposició i es va dedicar a estendre el seu poder cap a Gardjistan, Tukharistan i Bamian al nord, i cap al Zamindawar i Bust al sud. Va afavorir els ismaïlites als que va deixar tenir una fortalesa a Ghor i els va deixar predicar lliurement.
Va morir el 1161 i el va succeir el seu fill Sayf al-Din Muhàmmad (1161-1163).